# Stadion Pod Malim Brdom
El Stadion Pod Malim Brdom es un estadio multiusos situado en el pueblo de Petrovac en el municipio de Budva, al sur de Montenegro. En este estadio disputa sus partidos como local el OFK Petrovac que juega en la Primera División de Montenegro. El estadio posee un terreno de juego de 104 x 68 metros de césped natural y una grada lateral en la que se ubican los 530 asientos de los que dispone el estadio. Este estadio al igual que muchos otros de Montenegro no cumple la normativa UEFA.